# Elizabethtown (Kentucky)
Elizabethtown és una població dels Estats Units a l'estat de Kentucky. Segons el cens del 2008 tenia 25.942 habitants.

## Demografia
Segons el cens del 2000, Elizabethtown tenia 22.542 habitants, 9.306 habitatges, i 6.123 famílies. La densitat de població era de 361,6 habitants/km².
Dels 9.306 habitatges en un 32,5% hi vivien nens de menys de 18 anys, en un 48,3% hi vivien parelles casades, en un 13,9% dones solteres, i en un 34,2% no eren unitats familiars. En el 30,2% dels habitatges hi vivien persones soles el 10,8% de les quals corresponia a persones de 65 anys o més que vivien soles. El nombre mitjà de persones vivint en cada habitatge era de 2,33 i el nombre mitjà de persones que vivien en cada família era de 2,89.
Per edats la població es repartia de la següent manera: un 24,9% tenia menys de 18 anys, un 9% entre 18 i 24, un 30,8% entre 25 i 44, un 21,3% de 45 a 60 i un 14% 65 anys o més.
L'edat mediana era de 36 anys. Per cada 100 dones de 18 o més anys hi havia 86,5 homes.
La renda mediana per habitatge era de 35.823$ i la renda mediana per família de 45.399$. Els homes tenien una renda mediana de 32.406$ mentre que les dones 23.709$. La renda per capita de la població era de 20.442$. Entorn del 8,5% de les famílies i el 10,5% de la població estaven per davall del llindar de pobresa.

## Poblacions més properes
El següent diagrama mostra les poblacions més properes.